# Editionspflicht
Die Editionspflicht (lat. editio = Herausgabe, Mitteilung) bedeutet im Zivilprozessrecht die Pflicht einer Partei, auf richterliche Anordnung Dokumente und Urkunden einer anderen Partei oder dem Gericht vorzulegen. 

## Deutschland
In der Zivilprozessordnung ist die Pflicht zur Vorlage von entscheidungserheblichen Urkunden und sonstigen Unterlagen an mehreren Stellen geregelt, etwa in § 142 ZPO für Parteien und in § 273 Abs. 2 Nr. 2 ZPO für Behörden und Amtsträger zur Vorbereitung der mündlichen Verhandlung oder in § 421 ZPO für den Prozessgegner bei der Beweisaufnahme durch Urkunden. 
Die Befugnis des Gerichts, sich alle den Streitgegenstand betreffenden Urkunden vorlegen zu lassen, soll die Tatsachenfeststellung auf ein breites und solides Fundament stellen. Die Parteien werden damit zu einem der materiellen Wahrheit entsprechenden und vollständigen Tatsachenvortrag angehalten (§ 138 ZPO). Eine Einschränkung des zivilprozessualen Beibringungsgrundsatzes erscheint insofern gerechtfertigt.
In Familiensachen sind gem. § 26 FamFG Beibringungsgrundsatz und Editionspflicht ersetzt durch den Amtsermittlungsgrundsatz. 
Ob eine Partei im Zivilprozess Ansprüche gegen die andere auf Erteilung von Auskünften, Rechnungslegung, Herausgabe von Unterlagen und dergleichen hat, ist dagegen eine Frage des materiellen Rechts. Eine allgemeine Auskunftspflicht kennt das materielle Recht nicht. Dazu bedarf es einer speziellen Anspruchsgrundlage wie etwa § 666 BGB für den Beauftragten gegenüber dem Auftraggeber.

## Schweiz
In einem Scheidungsprozess kann ein Ehepartner nach Art. 233 der ZPO gezwungen werden, Steuerakten herauszugeben. Die Auskunftspflicht im Scheidungsprozess kann höher zu gewichten sein als die steuerrechtliche Schweigepflicht.

## Vereinigte Staaten
Im US-amerikanischen Prozessrecht besteht im Rahmen der gerichtlichen Voruntersuchung Discovery eine sehr viel weitergehende Editionspflicht für die Parteien als in Kontinentaleuropa.